# Rogersville (Alabama)
Rogersville es un pueblo ubicado en el condado de Lauderdale en el estado estadounidense de Alabama. En el censo de 2000, su población era de 1199.

## Renta per cápita
En el 2000 la renta per cápita promedia del hogar era de $ 29.779$, y el ingreso promedio para una familia era de 37.639$. El ingreso per cápita para la localidad era de 16.435$. Los hombres tenían un ingreso per cápita de 30.852$ contra 18.571$ para las mujeres.

## Geografía
Rogersville está situado en 34°49′24″N 87°17′8″O / 34.82333, -87.28556 (34.823444, -87.285693)
Según la Oficina del Censo de los EE. UU., la ciudad tiene un área total de 3.08 millas cuadradas (7.97 km²).